# سلفامازون
سلفامازون أو سولفامازون Sulfamazone عبارة عن مركب عضوي وهو هيدروكربون عطري متعدد الحلقات  تتكون من حلقات أروماتية مدموجة ولا تحتوي على ذرات متغايرة ولا يوجد بها مستبدلات.
هو مضاد حيوي  من زمرة السلفوناميدات مع خصائص خافضة للحرارة. هو دواء ذو اسم دولي غير مسجل الملكية

## الاستخدام الطبي
يستخدم لعلاج الالتهابات البكتيرية وهو مضاد حيوي طويل المفعول يستخدم خاصة في علاج التهابات الجهاز التنفسي،

## آلية العمل
يعمل كمثبط تنافسي للأنزيم داي هايدروبتيروات dihydropteroate, الذي يساهم في عملية صناعة حمض الفوليك. على هذا النحو، فإن الكائنات الحية الدقيقة سيتم «تجويعها» ومنعها من حمض الفوليك فيقضى عليها وتموت.